# Havrebladlus
Havrebladlus, även kallad häggbladlus (Rhopalosiphum padi), är en blågrön till ljusbrun bladlus, omkring 1–3 millimeter lång.
Havrebladlusen uppträder i täta kolonier av ovingade honor på skotten eller undersidan av hopskrynklade blad i synnerhet på hägg men även på apel, rönn, medl flera träd. Efter en tid visar sig bevingade honor, som i juni lämnar träden och beger sig till gräsarter, främst havre och råg, där flera ovingade generationer följer på varandra. På hösten framkommer hannar och bevingade honor, som återvänder till häggen, där slutligen vinglösa honor alstras, som efter befruktning lägger övervintrande ägg. Samtliga de förut nämnda lössen alstras partenogenetiskt. Havrebladlusen uppträder vissa år i stor mängd och åstadkommer då svåra skador på havren, där den kan förekomma massvis på bladen och i vipporna. Den kan även bidra till att sprida rödsot